# Carlos Torres Garcés
Carlos Torres Garcés (Esmeraldas, 15 augustus 1951) is een voormalig Ecuadoraans profvoetballer, die speelde als middenvelder gedurende zijn carrière. Hij stapte nadien het trainersvak in.

## Clubcarrière
Torres Garcés, bijgenaamd Palillo, kwam uit voor Club Deportivo El Nacional, Toluca, Club Sport Emelec en Barcelona SC. Hij sloot zijn carrière in 1985 af bij Club 9 de Octubre.

## Interlandcarrière
Torres Garcés speelde in totaal zeventien interlands (twee doelpunten) voor Ecuador in de periode 1976-1985. Onder leiding van bondscoach Roque Máspoli maakte hij zijn debuut op 20 oktober 1976 in de vriendschappelijke thuiswedstrijd tegen Uruguay (2-2), net als Washington Méndez, José Villafuerte, Ecuador Figueroa en Wilson Nieves. Hij nam met zijn vaderland onder meer deel aan de strijd om de Copa América 1979.

## Trainerscarrière
In 1994 was Torres Garcés interim-bondscoach van Ecuador na het vertrek van de Montenegrijnse bondscoach Dušan Drašković. Hij had de ploeg twee duels onder zijn hoede: een vriendschappelijk duel op 25 mei tegen Argentinië die met 1-0 werd gewonnen door een treffer van Byron Tenorio, gevolgd door een 2-1 oefenzege op Zuid-Korea op 5 juni. Als clubtrainer won hij in 1994 met Club Sport Emelec de titel in de Campeonato Ecuatoriano.

## Erelijst

### Als speler
Club Deportivo El Nacional
- Campeonato Ecuatoriano

1973
 Club Sport Emelec
- Campeonato Ecuatoriano

1979
 Barcelona SC
- Campeonato Ecuatoriano

1981
 Deportivo Toluca FC
- Primera División

1975

### Als trainer
Club Sport Emelec
- Campeonato Ecuatoriano

1994